# Římskokatolická farnost Bulhary
Římskokatolická farnost Bulhary je jedno z územních společenství římských katolíků v obci Bulhary s farním kostelem sv. Jiljí.

## Území farnosti
- Bulhary s farním kostelem sv. Jiljí

## Historie farnosti
Fara v Bulharech je zmiňována v lichtenštejnském urbáři z roku 1414 a připomíná se zde bulharský děkan. Další zprávy jsou poměrně kusé, zmiňována je znovu v roce 1545 v souvislosti s novokřtěnectvím. Po třicetileté válce příslušely Bulhary do sedlecké farnosti, roku 1785 byla zřízena lokálie. Farní úřad byl v Bulharech obnoven 10. října 1867.
Původně pozdně gotický kostel sv. Jiljí z roku 1582 byl barokně upraven v roce 1769.

## Duchovní správci
Duchovním správcem je kněz z farnosti Valtice. Od 1. srpna 2011 jím byl Mons. Dr. Karel Janoušek, od 1. ledna 2024 pak ThDr. Łukasz Szendzielorz.

## Bohoslužby
| Kostel    | Místo   | Bohoslužba (den)          | Hodina | Poznámka     |
| --------- | ------- | ------------------------- | ------ | ------------ |
| sv. Jiljí | Bulhary | sobota (každý sudý týden) | 17:00  | Farní kostel |

## Aktivity ve farnosti
Dnem vzájemných modliteb farností za bohoslovce a bohoslovců za farnosti brněnské diecéze je 17. leden. Adorační den připadá na nejbližší neděli po 7. dubnu.